# Amundsenova expedice na jižní pól

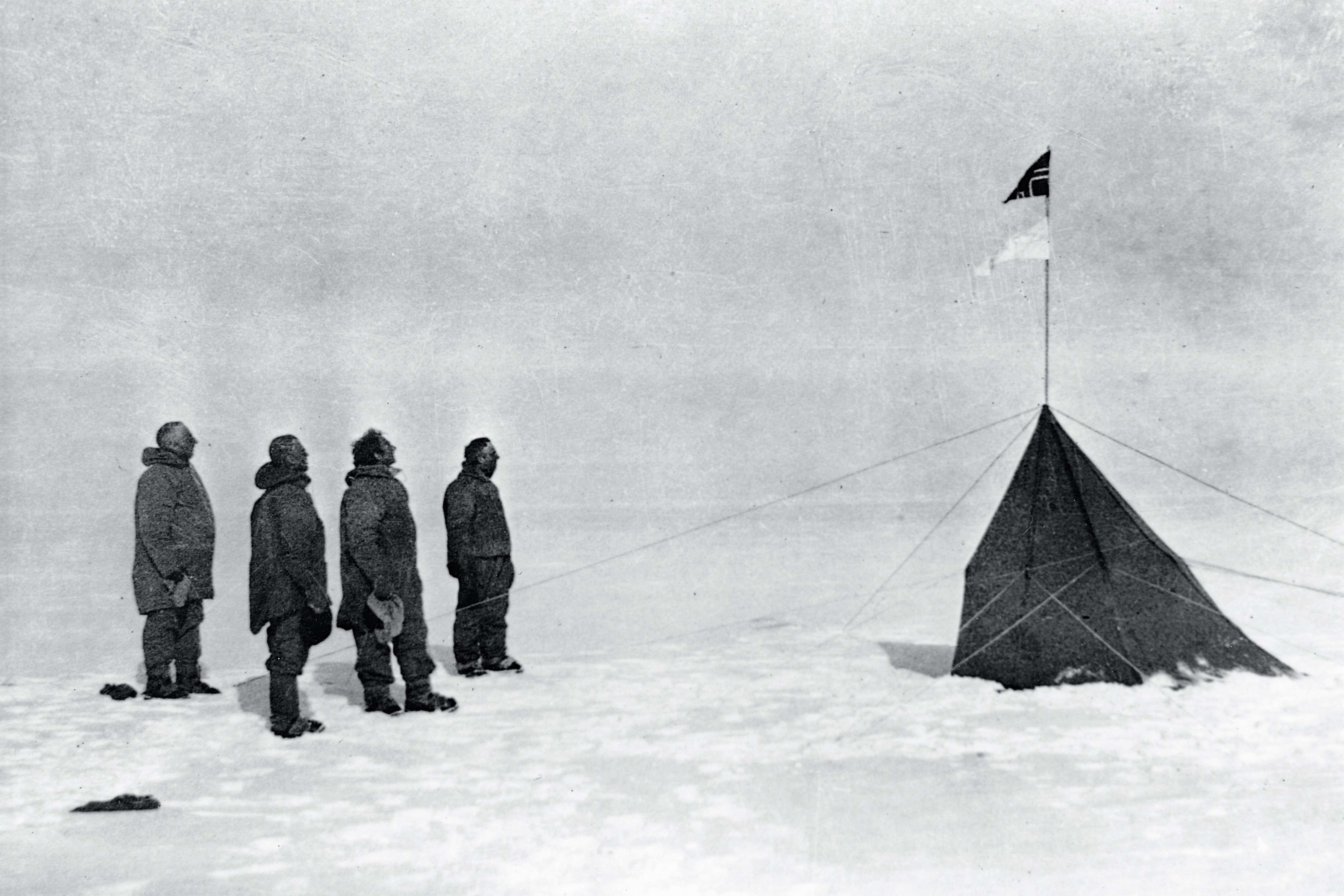
Amundsenova expedice v cíli, stan Polheim na jižním pólu

Trasa Amundsenovy výpravy zeleně, trasa konkurenční Scottovy výpravy červeně

Norská expedice Roalda Amundsena na jižní pól se stala první expedicí, která pólu úspěšně dosáhla. Pětičlenná skupina vedená samotným Amundsenem dorazila na pól 14. prosince 1911, s pětitýdenním náskokem před skupinou vedenou Robertem Scottem z britské expedice Terra Nova. Amundsenova skupina se bez komplikací vrátila na svou základnu, zatímco všichni muži Scottovy skupiny na zpáteční cestě zahynuli.
Amundsen coby Seveřan se původně zajímal o Arktidu a jeho původním cílem bylo dosáhnout severního pólu driftováním v lodi zamrzlé v ledu. Za tímto účelem získal povolení k užití speciální lodi Fram polárníka Fridtjofa Nansena, který se s ní o totéž už dříve pokusil, a začal shánět finance. Jeho plány ovšem dostaly ránu v roce 1909, kdy se za dobyvatele severního pólu prohlásili nezávisle hned dva američtí polárníci, Frederick Cook a Robert Peary (uznán byl pouze výkon Pearyho). Amundsen si tedy umínil, že místo severního pólu dobude jižní pól. Protože si však nebyl jistý, jak by takovou radikální změnu cíle expedice vnímala veřejnost a hlavně jeho sponzoři, své rozhodnutí nezveřejnil. Ještě v červnu 1910, kdy vypluli, si dokonce i většina jeho posádky myslela, že jejich cílem je severní pól.
Amundsenova výprava si vybudovala svou antarktickou základnu nazvanou Framheim v Zátoce velryb u Rossova šelfového ledovce. Nejprve strávili měsíce přípravami a zásobováním předsunutých skladů. Pak vyrazil Amundsen s vybranými muži k pólu, ovšem předčasně byl počasím přinucen se vrátit, nicméně 19. října 1911 se vydal na úspěšnou cestu k pólu. Dne 25. ledna 1912 se vrátil do svého základního tábora, celá cesta tam a zpět mu trvala 99 dní. Na dosud neprozkoumané trase objevil ledovec Axela Heiberga, který použil jako cestu na jihopolární plošinu. Skupina zkušených lyžařů, kromě Amundsena Olav Bjaaland, Helmer Hanssen, Sverre Hassel a Oscar Wisting, cestovala na lyžích a se saněmi taženými psy, což se ukázalo jako dobrá volba, a cesta tam i zpět se obešla bez vážných problémů.
Součástí výpravy bylo nejen dosažení pólu – jedna skupina mužů prozkoumala zemi krále Eduarda VII. a loď Fram provedla rozsáhlá oceánografická měření. 
V očích veřejnosti však byly úspěchy norské výpravy ve své době do značné míry zastíněny strhujícím příběhem o hrdinství a tragédii britské Scottovy výpravy. Amundsenovi bylo navíc vytýkáno tajení skutečného cíle coby „podvod“.
Na jižním pólu dnes stojí polární stanice pojmenovaná po obou polárnících.